# Водоріз африканський
Водоріз африканський (Rynchops flavirostris) — вид сивкоподібних птахів родини мартинових (Laridae).

## Поширення
Вид поширений в Субсахарській Африці. Мешкає на прісних водоймах від Сенегалу та Судану до ПАР. Загальна чисельність популяції оцінюється у 15-25 тис. птахів.

## Опис
Птах завдовжки 38-42 см. Верхня частина тіла, крила, верх голови чорного забарвлення. Черево, груди, низ хвоста — біла. Дзьоб помаранчевий, ноги червоні.

## Спосіб життя
Живуть невеликими групами в гирлах річок і на великих внутрішніх водоймах. Нічні або присутінкові птиці. Живляться дрібною рибою і великими безхребетними. Поживу здобувають, літаючи низько над водою і ловлячи здобич довгим піддзьобом з поверхні води. Гніздяться колоніями до 50 пар на мілинах. У кладці 2-3 яйця. інкубація триває 20-22 дні. Пташенята залишають гніздо через 1-2 дня після вилуплення. Батьки піклуються про потомство 5-6 тижнів.